# Челябинский железнодорожный музей
Челябинский железнодорожный музей:
Музей истории ЮУЖД — расположен в Челябинске. Основан 7 декабря 1973 года во Дворце культуры железнодорожников. С 2004 года находился по адресу ул. Цвиллинга, 63, с 2020 года - в новом здании по адресу ул. Железнодорожная, 11 (носит название "Центр исторического наследия Южно-Уральской железной дороги").
Музей истории подвижного состава ЮУЖД — расположен в Челябинске на станции Челябинск-Главный (возле завода им. Колющенко), находится под открытым небом. Основан 9 мая 2005 г.

## Музей в настоящее время

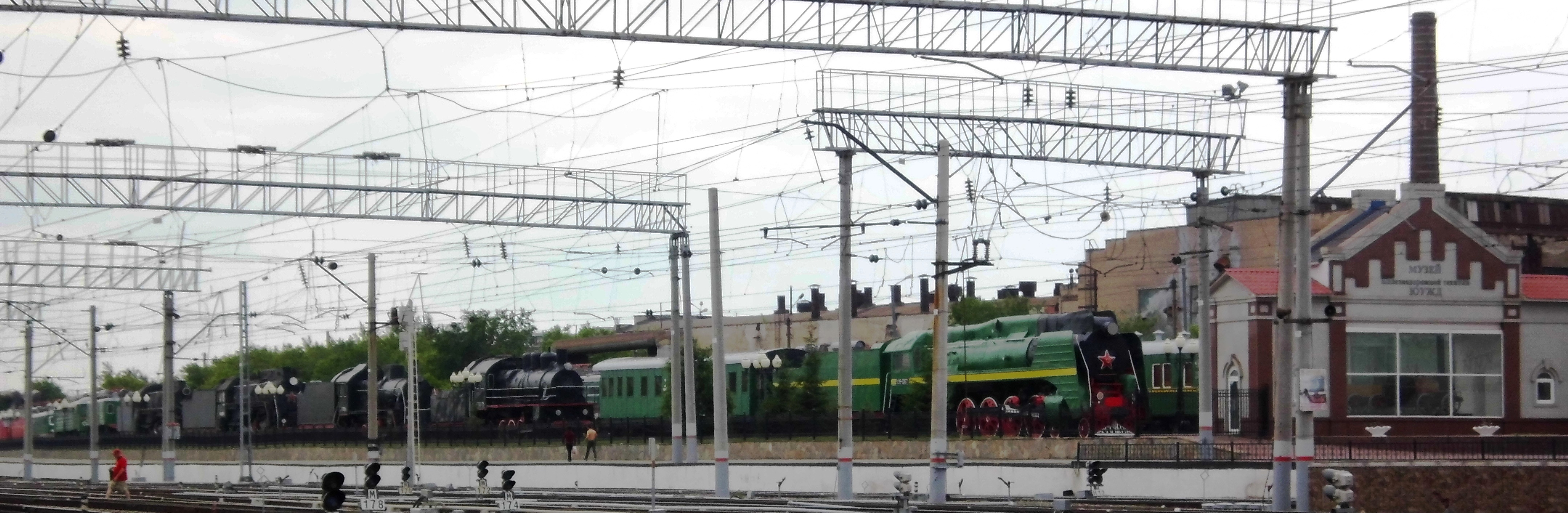
Некоторые из экспонатов музея

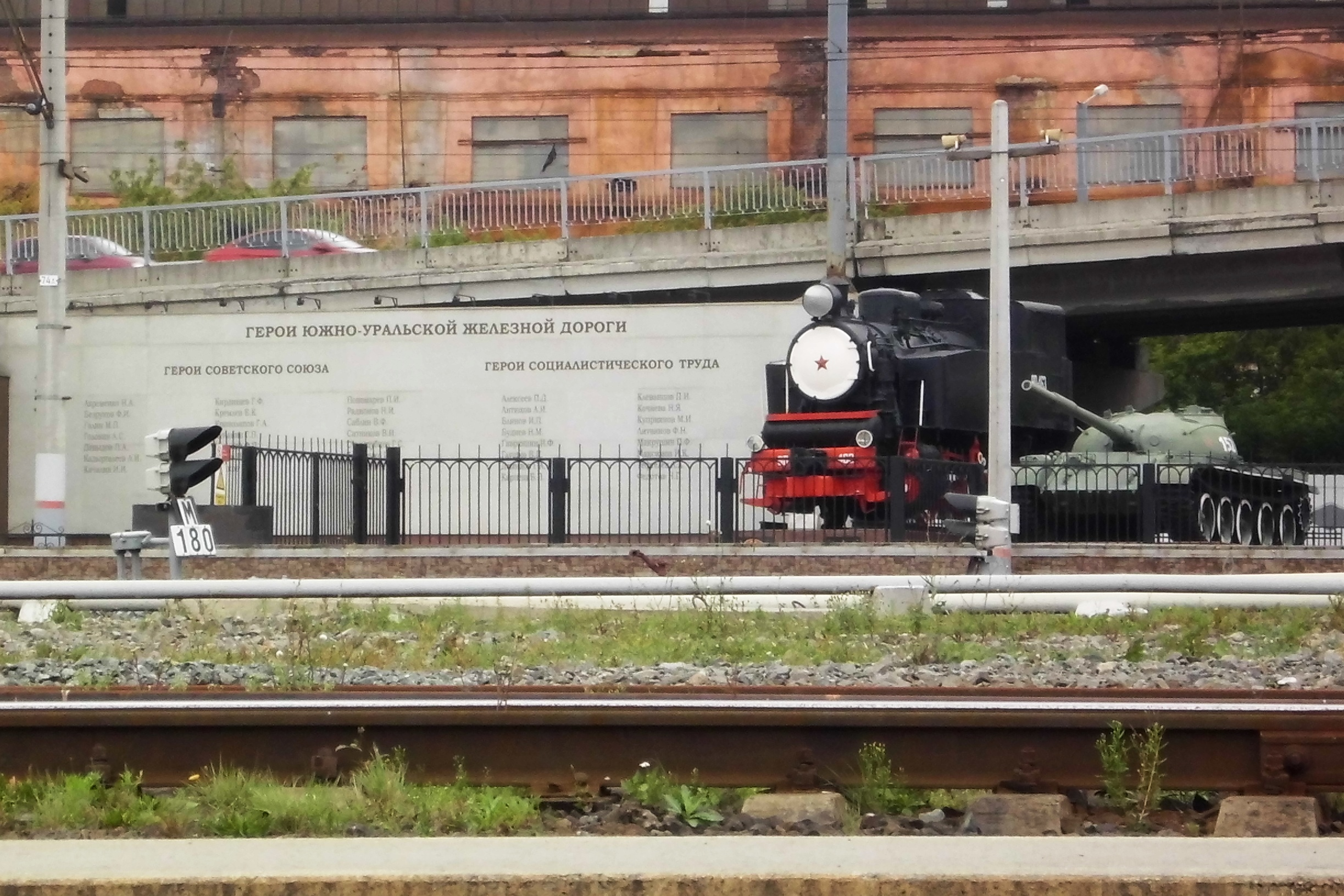
У входа

У входа в музей под открытым небом установлена модель «пароходного дилижанса» Черепановых. Это были первые паровозы, построенные Мироном и Ефимом Черепановыми в России ещё в 1833 году. У входа в музей истории ЮУЖД также установлен памятник паровозу Черепановых. Перед входом в музей под открытым небом рядом установлены танк-паровоз 9П и танк Т-34, символизирующие единство тыла и фронта.
Техника занимает путь № 19, сейчас он называется «19-й тупик». Экспозиция музея размещена на двух путях. На одном пути стоят паровозы, а на другом — электровозы.

## Музейный фонд

### Музея истории ЮУЖД

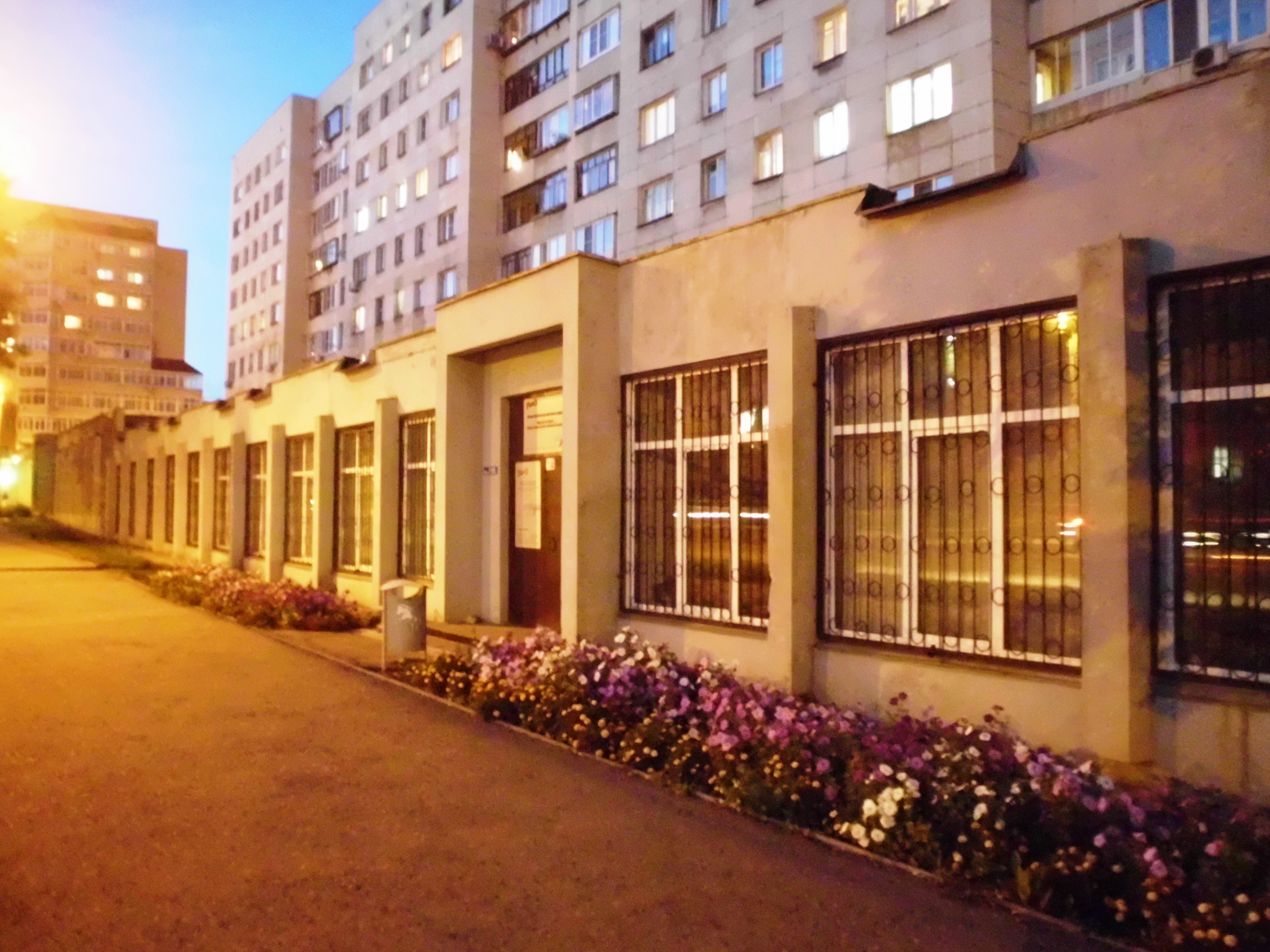
Музей истории ЮУЖД после очередного переезда, ул. Цвиллинга, 61. 2018 год

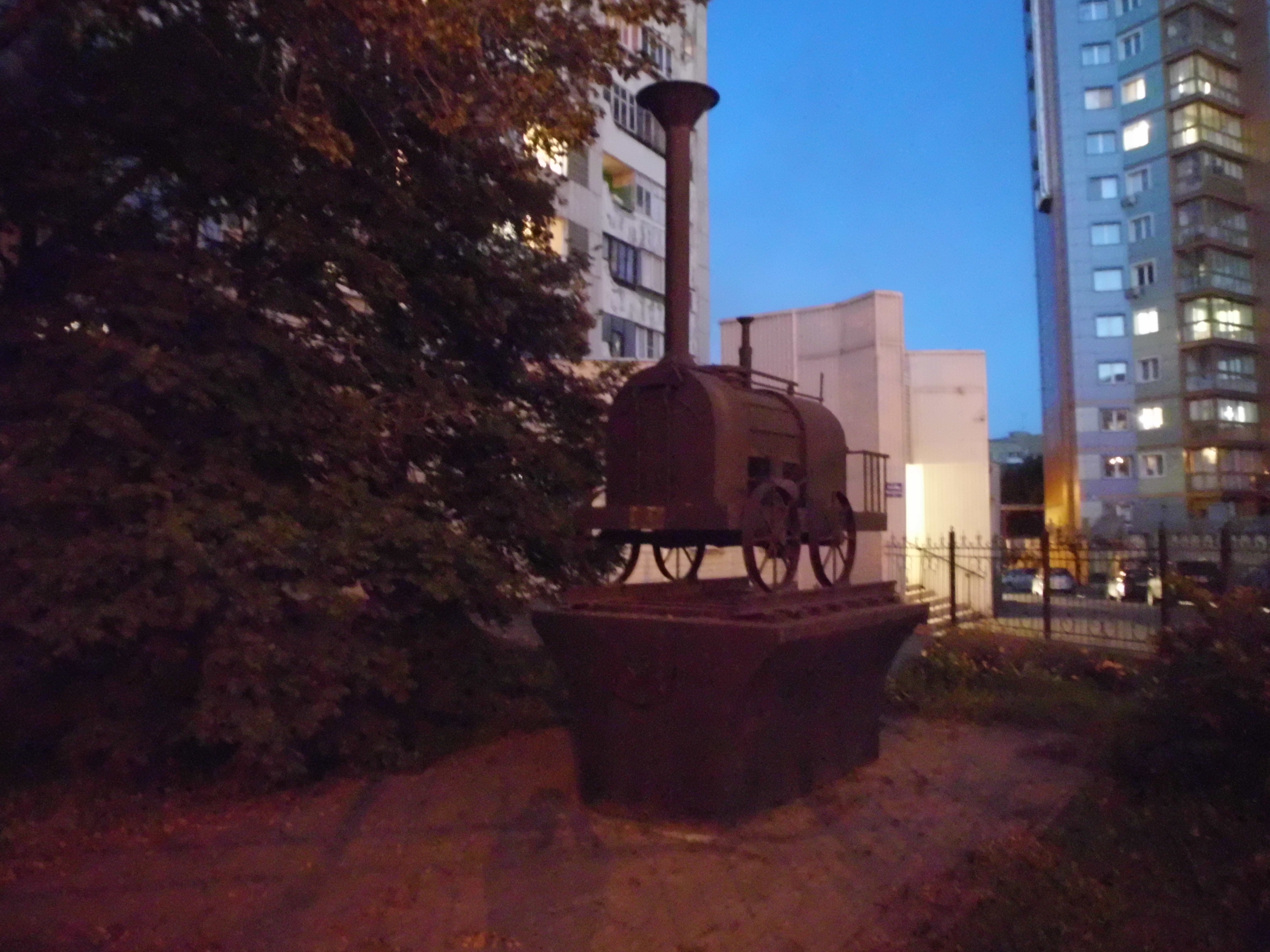
Памятник паровозу Черепановых по ул. Цвиллинга, 63

За время своего существования музей накопил более 17 тысяч экспонатов, его основной фонд составляет 6,5 тысяч единиц хранения. Раритетные экспонаты органично вписаны в современное убранство музея. Подлинные документы и мебель XX века соседствуют с техническими новинками века нынешнего — огромной электрифицированной железнодорожной картой и красочными панно, подсвечиваемыми лампами дневного света, а также диорамами, восстанавливающими заметные события из истории Южно-Уральской железной дороги.
С момента основания музей собирает, бережно хранит и демонстрирует уникальные рельсы и станционные колокола, жестяные фонари, изготовленные вручную; сигнальные рожки, образцы первых железнодорожных билетов — бумажных и латунных, станционной мебели — одним словом, всё то, без чего невозможно представить историю железнодорожного транспорта России.
В музее железнодорожная история представлена самыми разнообразными моделями паровозов, тепловозов и электровозов, выполненными в полном соответствии с оригиналами. Их автор — бывший железнодорожник, челябинский умелец Валерий Попов.
Одним из последних пополнений музея стал подарок от сотрудников музея Приволжской железной дороги — раритетный фотоальбом «Западно-Сибирская железная дорога. Виды постройки». В альбоме собраны уникальные фотографии. Их автор — фотограф конца XIX века по фамилии Кочешев. Среди снимков — встреча первого поезда в Кургане 4 октября 1893 года, множество фотографий, рассказывающих о строительстве железной дороги от Челябинска до Кургана.

### Музея истории подвижного состава ЮУЖД

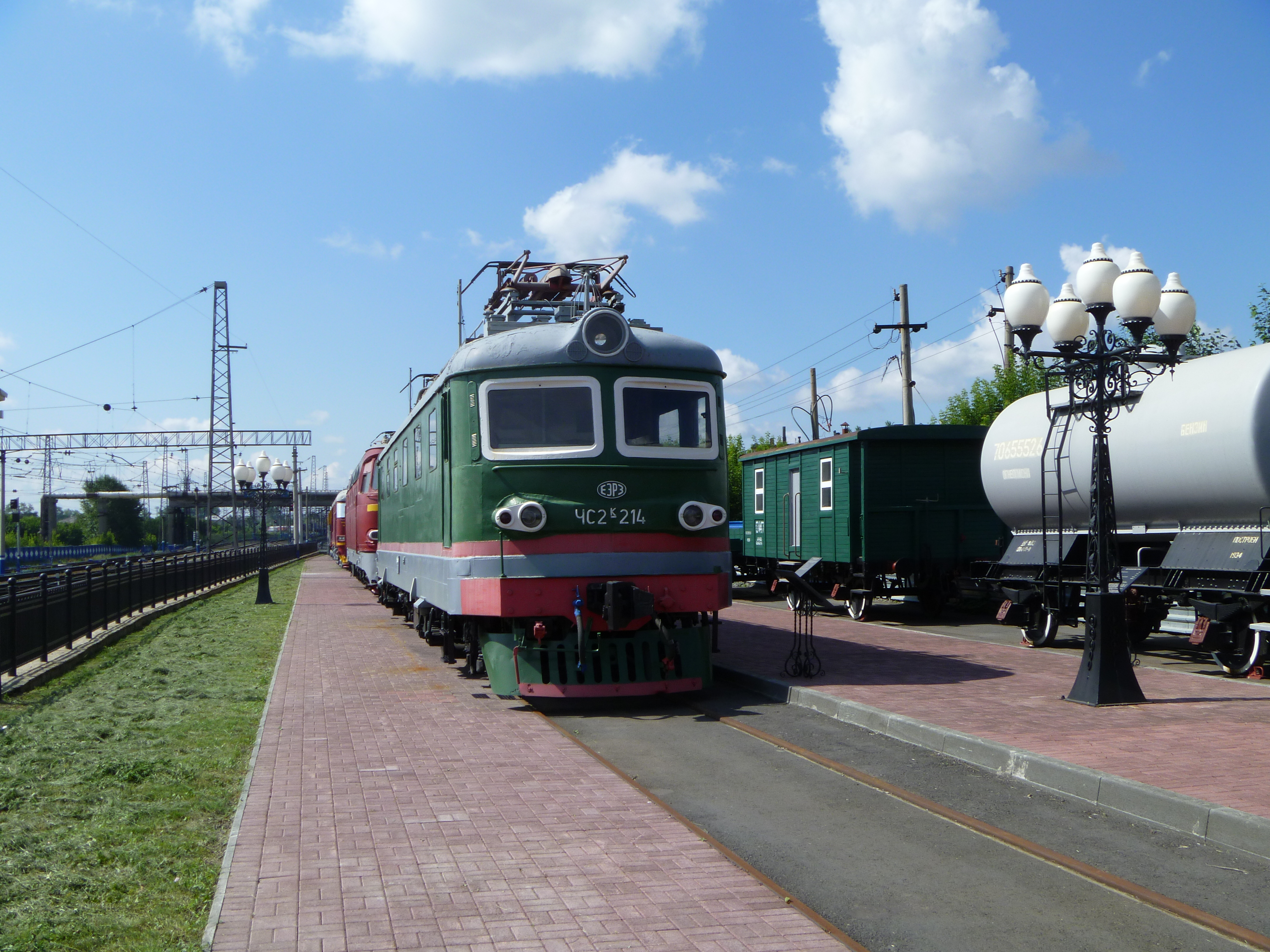
Электровоз ЧС2к-214 и вагоны на территории музея истории подвижного состава ЮУЖД

В коллекции представлены первые паровозы, современные электровозы, специальная техника, есть вагон-музей. Один из самых интересных экспонатов — электровоз В-04 фирмы «Савильяно» (Италия, г. Савильяно), подобные были закуплены в 30-х годах XX века для Магнитогорского металлургического комбината. Паровоз П36-0182 установлен в память о воинах-железнодорожниках ковавших Победу в тылу и доблестно сражавшихся на фронтах Великой Отечественной войны. Это единственный в стране оставшийся на ходу паровоз такого типа.
Экспонаты в музей попадают разными путями. К примеру, в июне 2018 года был отреставрирован найденный на территории ЧГРЭС заброшенный путевой снегоочиститель ЦУМЗ-ОС1.